# Markus Holgersson
Sven Markus Holgersson (* 16. April 1985 in Landskrona) ist ein schwedischer ehemaliger Fußballspieler. Der Abwehrspieler bestritt seine Laufbahn in seinem Heimatland, den Vereinigten Staaten, England, Zypern, Dänemark und Spanien. Dabei gewann er in Schweden diverse Titel und bestritt 2012 ein Länderspiel für die schwedische Nationalmannschaft.

## Werdegang
Markus Holgersson begann mit dem Fußballspielen bei der IF Lödde, später spielte er in der Jugend von Landskrona BoIS und ab 2002 bei Helsingborgs IF.
2005 schloss Holgersson sich dem Drittligisten Ängelholms FF in der Division 1 an. Am Ende der Spielzeit 2007 stieg er mit dem Klub in die zweitklassige Superettan auf und war dort einer der Leistungsträger, den Klub in der zweithöchsten Spielklasse zu etablieren. Anfang 2009 wechselte er zurück zu Helsingborgs IF. Auch hier etablierte er sich nach ersten Anlaufschwierigkeiten als Stammspieler und gewann 2010 den Landespokal. Unter Trainer Conny Karlsson war er Stammkraft in der Defensive, als die Mannschaft um Ardian Gashi, Marcus Nilsson und Mattias Lindström 2011 das Triple aus Landesmeisterschaft, Landespokal und Supercup gewann. Damit spielte er sich auch in den Kreis der schwedischen Nationalmannschaft, Auswahltrainer Erik Hamrén nominierte ihn für eine Januartour der Nationalelf Anfang 2012. Beim 5:0-Erfolg über Katar am 23. Januar 2012 stand er in der Startformation und bildete mit Emil Salomonsson, Erdin Demir und Mikael Dyrestam die Abwehrreihe.
Wenige Tage zuvor war Holgersson nach Auslaufen seines Vertrages bei Helsingborgs IF zum US-amerikanischen Klub New York Red Bulls gewechselt. Dort wurde er von seinem Landsmann Hans Backe trainiert, unter dessen Leitung Holgersson als Stammspieler mit der Mannschaft nach dem dritten Platz in der Eastern Conference in den Play-offs gegen D.C. United ausschied. Nach einem Trainerwechsel – der vormalige Trainerassistent Mike Petke übernahm für Backe – gewann er im folgenden Jahr die Eastern Conference, scheiterte aber erneut in den Play-offs, dieses Mal an Houston Dynamo.
Anfang Januar 2014 löste Holgersson ein Jahr vor Ablauf seines Kontraktes die vertragliche Vereinbarung mit den New York Red Bulls. Nach vier Wochen Vereinslosigkeit unterzeichnete er im Februar einen Kontrakt bis zum Saisonende beim englischen Zweitligisten Wigan Athletic. In der Football League Championship kam er unter Trainer Uwe Rösler jedoch nicht über die Rolle eines Ergänzungsspielers hinaus, sein auslaufender Vertrag wurde nicht verlängert.
Anfang August 2014 kehrte Holgersson zu Helsingborgs IF zurück, der ihn gemeinsam mit dem Isländer Victor Pálsson bis zum Saisonende mit Option auf eine Verlängerung unter Vertrag nahm. Bereits knapp drei Wochen und vier Ligaeinsätze später verließ er jedoch den Verein kurz vor Ende der Sommerwechselperiode erneut und schloss sich Anorthosis Famagusta an. Dort blieb er knapp zwei Jahre, bis er im Sommer 2016 zu Aalborg BK in Dänemark wechselte. Ein Jahr später verließ er den Verein wieder und wechselte zum Lorca FC, der gerade in die zweite spanische Liga aufgestiegen war. Nach der Saison 17/18, nach der der Verein wieder in die dritte Liga abgestiegen ist, wechselte Holgersson im August 2018 erneut zu Helsingborgs IF. Dort blieb er bis zu seinem Karriereende am 31. Dezember 2019.
Holgersson Stammposition war die Innenverteidigung. Teilweise kam er auch als rechter Verteidiger und im defensiven Mittelfeld zum Einsatz.